# Elena Kratter
Elena Kratter (* 5. Juli 1996 in Vorderthal SZ) ist eine Schweizer Para-Leichtathletin, die die Schweiz bei den XVI. Paralympischen Sommerspielen im Weitsprung T63 vertreten und eine Bronzemedaille gewonnen hat.

## Werdegang

### Skifahrerin
Elena Kratter stieg zunächst als Skifahrerin in den Sport ein. Sie ist von klein auf gewohnt, mit einer Prothese Sport zu treiben. Als Skifahrerin nahm Elena Kratter nach einigen Trainingsjahren als zweibeinige Athletin bei Schweizermeisterschaften und Europacups teil. Ihr Weltcup-Debüt gab sie im Dezember 2017 im österreichischen Kühtai, wo sie im Riesenslalom und Slalom startete. Sie schaffte aber die Selektion für die Winterspiele 2018 in Pyeongchang nicht.
In den Jahren 2021 bis 2023 im Swiss Paralympic Ski Team fuhr Elena Kratter einbeinig, da die Belastung für das Prothesen-Bein zu gross wurde.
Kratter nahm an den World Para Alpine Skiing World Championships vom 21. bis 31. Januar 2019 in Kranjska Gora und Sella Nevea teil. Dort war sie gestürzt und hatte sich am Knie verletzt. Nach dieser Verletzung beim Skifahren wechselte sie zur Para-Leichtathletik.

### Leichtathletin
Kratter trainiert seit 2019 im 100-m-Sprint und im Weitsprung. Nebenbei besucht sie die Schule in Sargans, um die Matura nachzuholen und später Biomechanik zu studieren. Sie möchte ihr praktisches Wissen bei der Weiterentwicklung von Prothesen einbringen.
Als Ziel hatte sich die Leichtathletin die Paralympics in Tokio gesetzt. Zu diesem Zeitpunkt zeigte sie bereits starke Leistungen, unter anderem Silber über 100 m und Silber im Weitsprung an der EM in Polen. Damit erfüllte sich die Schwyzerin den Traum der ersten Paralympics-Teilnahme. Bei den Paralympics hat sie mit vier weiteren Frauen die Schweiz vertreten: Catherine Debrunner (Steissteratom/T53), Manuela Schär (Paraplegie/T54), Patricia Eachus (Spina bifida/T54) und Sofia Gonzalez (Unterschenkelamputation/T63). Kratter sprang bei einem Weitsprung-Wettkampf über 5 Meter und holte Bronze. Dies ermöglichte ihr einige Monate später der Eintritt in die Spitzensport-RS.

## Erste Para-Athletin in der Spitzensport-RS
Zusammen mit Fabian Recher (Spiez/Handbike) rückte Elena Kratter am 1. November 2021 als Para-Sportler erstmals in die Spitzensport-Rekrutenschule am Kompetenzzentrum Sport der Armee in Magglingen ein. Kratter beurteilte das als «grosse Chance». Dies ermöglichte ihr professioneller zu trainieren und sich vermehrt auf die sportliche Leistung zu konzentrieren. Elena Kratter unterbrach dafür die Maturitätsschule bis im Sommer 2022 und erhielt in diesen 18 Wochen Erwerbsersatz und einen regulären Sold.
Für Elena Kratter war Tokio erst der Anfang gewesen: Sie will dank Spitzensport-RS weitere Olympiamedaillen gewinnen.

## Selbstgemachte Prothesen
Elena Kratter hat vor ihrem Eintritt in die RS als Orthopädietechnikerin in Bern gearbeitet und ihre eigenen Prothesen selber hergestellt. Dazu gehörten auch die Reparatur und Anpassung von Prothesen, wenn diese beispielsweise nach einem Training nicht mehr passten. So etwa, wenn der Stumpf nach ihrem Krafttraining an Umfang zunahm. Dieser Beruf ist für die Sportlerin ein Vorteil, da sie die Qualität ihrer Laufprothese selber bestimmen kann und sicher ist, dass die Laufprothese bei allen Bedingungen richtig sitzt. „Mir wurde alles im Detail gezeigt, sodass ich schon sehr früh wusste, was ich später machen möchte.“, so Kratter.

## Ergebnisse
|                                | Einheit           | Datum      | Rang |
| ------------------------------ | ----------------- | ---------- | ---- |
| Riesenslalom der Damen stehend | Rennen 1          | 2019-01-22 | 6    |
| Slalom der Damen stehend       | Rennen 1          | 2019-01-24 | 10   |
| Super-Kombination der Damen    | Rennen 1          | 2019-01-31 | 9999 |
| Super-G der Frauen stehend     | Rennen 1 (von SC) | 2019-01-31 | 9999 |

|                           | Einheit   | Datum      | Rang |
| ------------------------- | --------- | ---------- | ---- |
| Weitsprung der Frauen T63 | Finale    | 2021-09-02 | 3    |
| 100 m Frauen T63          | Finale    | 2021-09-04 | 5    |
| 100 m Frauen T63          | Vorlauf 1 | 2021-09-04 | 3    |

## Verletzungen
- Knieverletzung an den Para-Alpin-Skiweltmeisterschaften 2019 in Slowenien und Italien
- Leichte Knieverletzung im Dezember 2018
- Sie brach sich einen Wirbel, nachdem sie während eines Skitrainings im November 2016 gestürzt war. Fünf Monate später kehrte sie zum Skiwettbewerb zurück die Schweizermeisterschaften 2017 in Veysonnaz.[13]

## Persönliches
Als Frühgeburt litt Elena Kratter unter Herz-Kreislauf-Problemen. Ihr rechtes Bein wurde nach Komplikationen unterhalb des Knies amputiert. Die Operation wurde kurz nach der Geburt durchgeführt: Der Eingriff hat ihr das Leben gerettet und ihren Weg in den Parasport ermöglicht.
Elena Kratter hat eine eineiige Zwillingsschwester. Als Kind war die Schwyzerin mit ihren drei Geschwistern oft auf der Skipiste im Dorf anzutreffen. Mit 11 Jahren hat ihr der Orthopädietechniker einen Skikurs für Prothesenträger bei PluSport vorgeschlagen. So hat Elena den Sport entdeckt, der in den darauffolgenden Jahren zu ihrer Leidenschaft wurde.

## Videos
- Video über Elena Kratter, welches das Thema behandelt, dass Kratter ihre Prothesen selbst herstellen kann: https://www.youtube.com/watch?v=ycCCA2aaalU&t=1s